# Pfingstbaumpflanzen

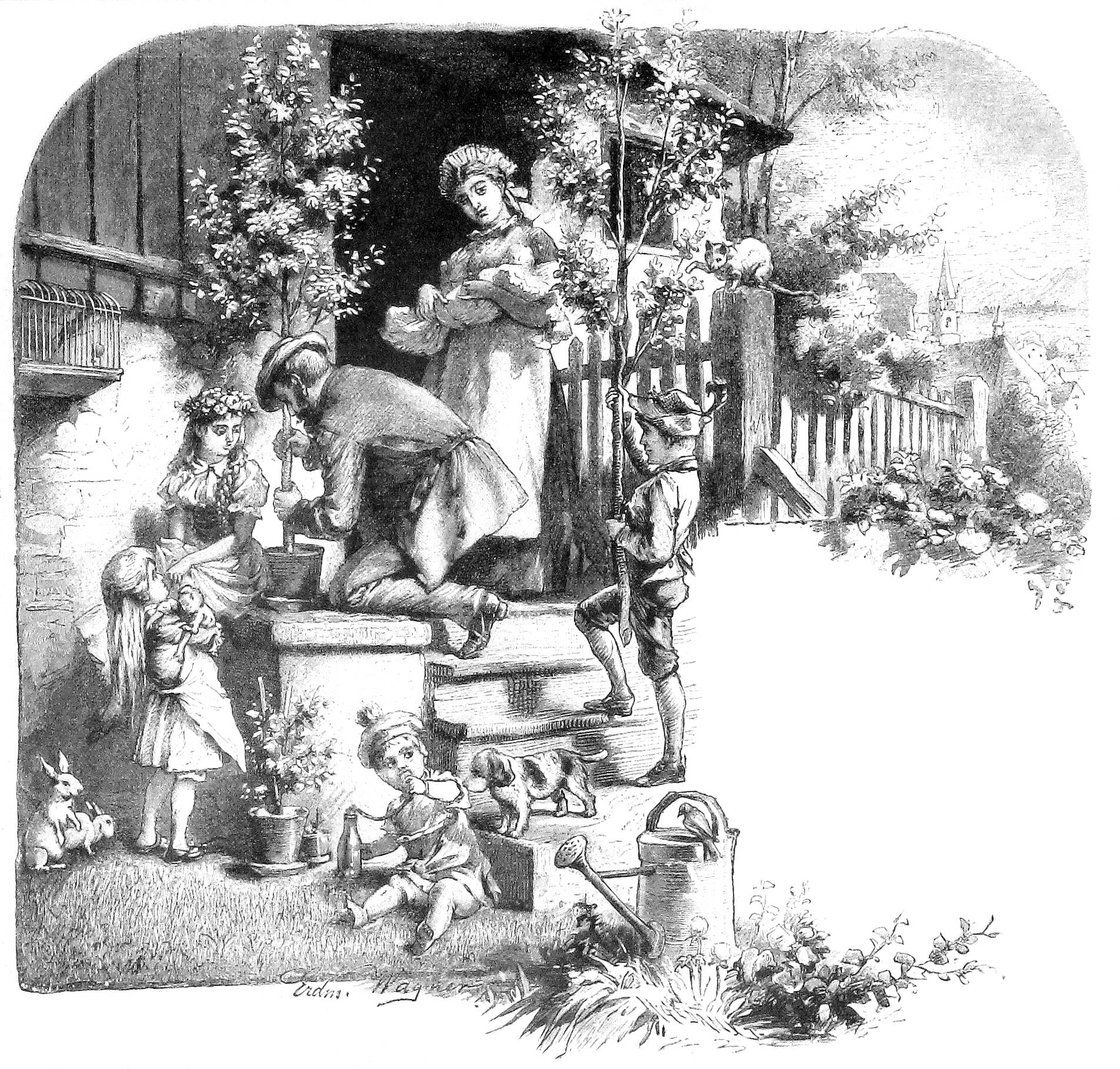
„Am Pfingstmorgen“ Bild aus der Zeitschrift Die Gartenlaube von 1886

Das Pfingstbaumpflanzen ist eine besondere Form des Pfingstbrauchtums. Es wird auch als Maiensetzen bezeichnet.

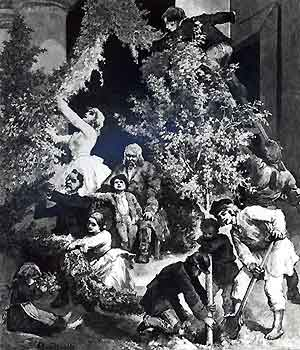
Illustration des polnischen Malers Michał Elwiro Andriolli zum Pfingstfest

## Brauchtum
Das Pflanzen des Pfingstbaums, auch „Pfingstmaien“ genannt, wird regional sehr unterschiedlich gehandhabt. Eine zentrale Rolle spielen aber immer frisch geschlagene junge Birken oder Birkenzweige mit ihrem zartgrünen Frühjahrsblattaustrieb. Der Grünschmuck aus dem Wald wird auch kurzweg „dat Mai“ genannt.
Häufig werden in das frische Maigrün bunte farbenfrohe Bänder aus Krepppapier eingebunden. Die Birkenzweige oder Birkenstämme werden am Haus oder an einer Eingangstür festgebunden oder dort symbolisch eingepflanzt. Ist Fachwerk vorhanden, werden sie am Balken angenagelt.
Regional wird auch der dörfliche Maibaum nicht schon zum 1. Mai, sondern an Pfingsten als „Pfingstbaum“ aufgestellt.

## Verbreitung
Das Pfingstbaumpflanzen wird als Tradition vielerorts in Niedersachsen, aber auch anderswo in Deutschland und auch in Mittel- und Nordeuropa seit Jahrhunderten praktiziert. Zumeist pflegen Gruppen oder Vereine dieses überlieferte Brauchtum, das sich bis in die Zeit der Christianisierung zurückverfolgen lässt, aber deutlich älter sein dürfte.

## Schmuckmaien
Zu Pfingsten dient das Maigrün als Hausschmuck. Auch Innenhöfe und Innenräume von Kirchen oder Gastwirtschaften werden an diesem Tag mit dem Pfingstmai geschmückt.
Der Gebrauch des Birkengrüns als Schmuckmaien fand Eingang in eine Kirchenliedzeile des Pfingstchorals Schmückt das Fest mit Maien.

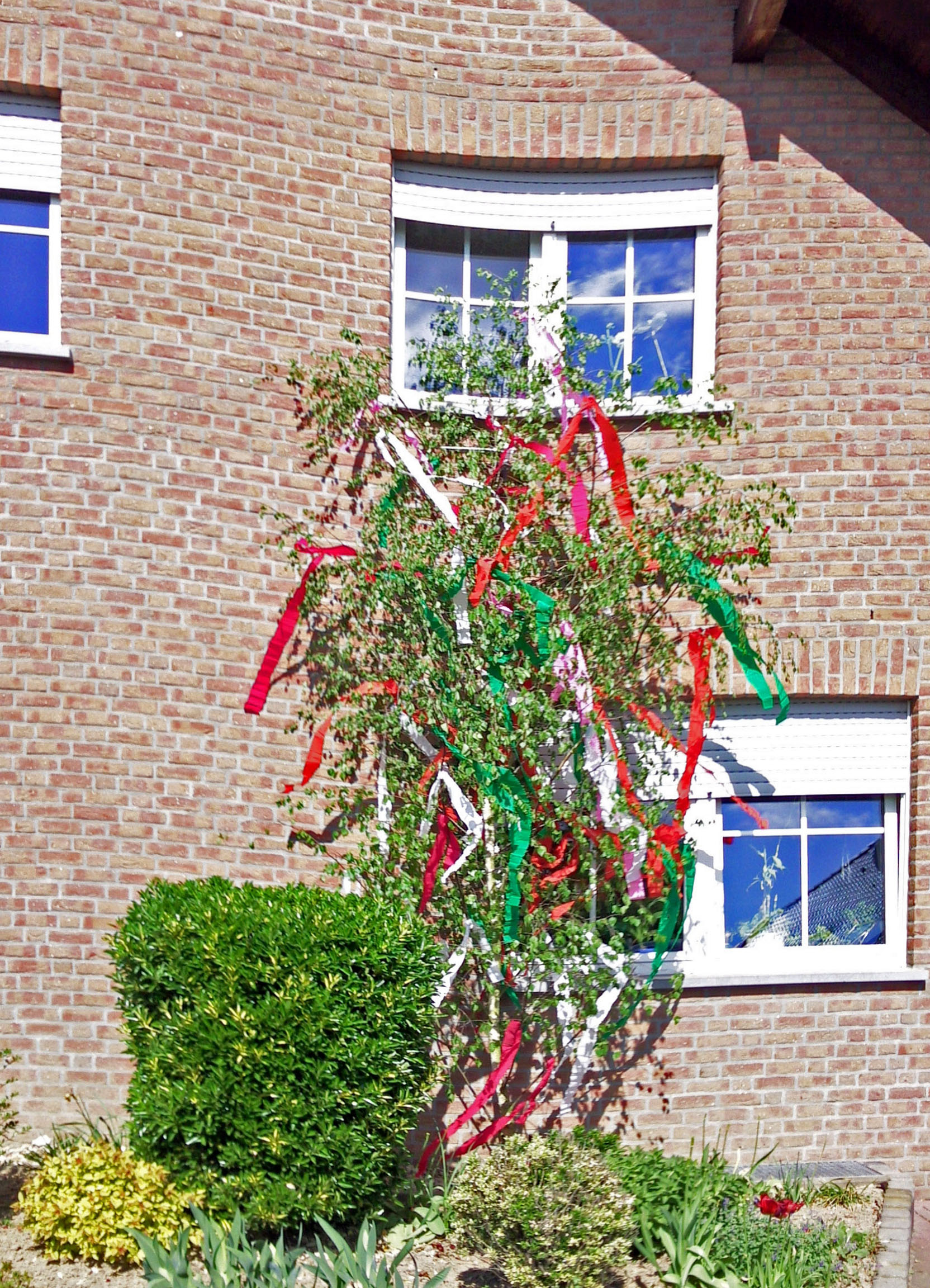
Mit Krepppapier geschmückter Ast einer Birke

## Liebesmaien
In der Nacht zum Pfingstsonntag stellen die jungen Leute die jungen Birkenstämmchen ihrer Liebsten vor die Haustür oder befestigen sie auf manchmal gefahrvolle Art und Weise von einer Leiter aus an ihrem Zimmerfenster. Die Mädchen hoffen bis zum Morgen des Pfingstsonntags, eine solche Huldigung von einem bekannten oder unbekannten Verehrer vorzufinden. Die Zuneigung wird belohnt mit Eiergeschenken und sonstigen Leckereien, die noch in der Pfingstnacht beim Eierbacken verzehrt werden. Die Birke steht dabei als Baum für das wiedererwachende Pflanzenleben und im weiteren Sinn für den Ehestifter Fro, eine nordische Gottheit.

## Verbote des Maiholens
Das Birkengrün wird in der Regel aus einem nahe gelegenen Wald geholt, ohne dafür eine Erlaubnis zu haben. Um Waldschäden abzuwenden, wurden von den Behörden Verbote ausgesprochen, die sowohl für den Staatsforst als auch für die Bauernwälder galten. Sie scheinen jedoch kaum beachtet worden zu sein, da sie in kurzen Zeitabständen erneuert wurden.

## Freie Nacht
Das Treiben der Jugendlichen in der Nacht auf Pfingstsonntag, der sogenannten freien Nacht, stößt bei Neubürgern häufig auf Unverständnis. Unaufgeräumte Gegenstände werden andernorts neu zusammengestellt. Ärgerliche Vorkommnisse, die sich im vergangenen Jahr in der Dorf- oder Siedlungsgemeinschaft ereignet hatten, werden von den Jugendlichen auf humorige Art und Weise kommentiert. Wer das nächtliche Treiben neugierig beobachten will, muss aufpassen, dass ihm sein Gesicht nicht geschwärzt wird. Können am nächsten Morgen auch Betroffene über das Geschehene schmunzeln, ist der Scherz besonders gut gelungen. Für Volkskundler gehört dieses Geschehen zu einem Rügerecht, das auch den Hofnarren gewährt wurde, wenn sie ihre Späße trieben. Bei den Jugendlichen fungiert es während des Erwachsenwerdens als „normverfestigende“ Handlung und kann so zu ihrer Sozialisation beitragen.

## Regionale Unterschiede

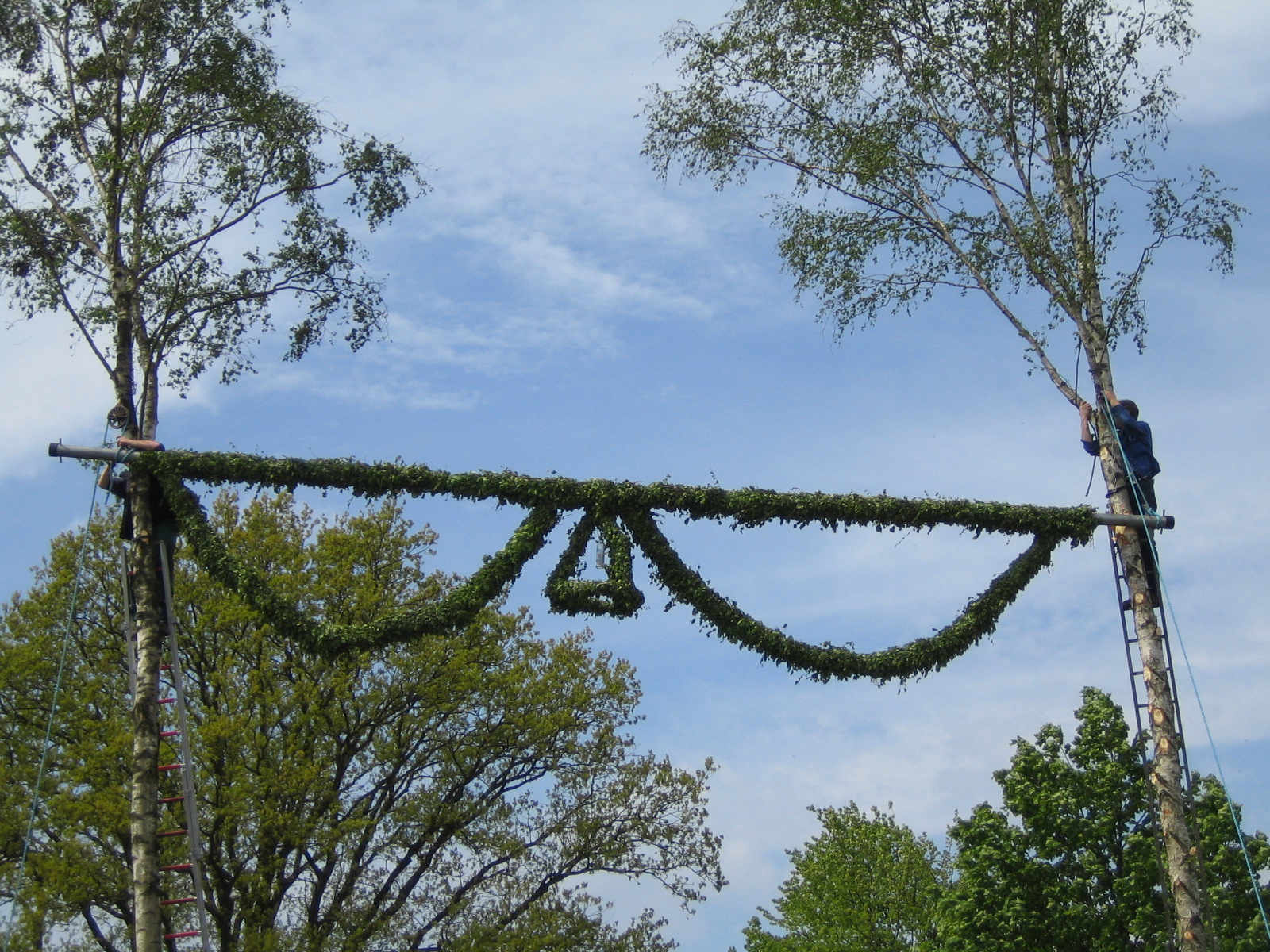
Pfingstschmuck über einer Ortseinfahrt in Mechtersen

- In Mechtersen wird zwischen zwei bis auf den Wipfel entasteten Birkenbäumen eine Girlande aus Grünzeug aufgehängt. Die Girlande wird noch mit einer Laubkrone geschmückt.
- In Teilen des Landkreises Harburg ist es üblich, die Birken besonders vor Häuser alteingesessener Bürger zu pflanzen.